# Нечипоренко Прокіп Іванович
Нечипоренко Прокіп Іванович (03.10(21.09).1889 — п. після 1930) — історик, архівіст. Народився в с. Красне (Конотопської округи). Після закінчення Феодосійського вчительського інституту (1918) вчителював на Полтавщині. 1923—25 — лаборант Полтавського інституту народної освіти. Від 1925 працював у Харкові секретарем книготорговельного відділу Книгоспілки. Водночас 1925—27 — кандидат в аспіранти, 1927—30 — аспірант Науково-дослідної кафедри історії України при ВУАН. Захистив промоційну працю «Низове Посем'я XVIII ст.» (1930). 1926—30 брав участь у роботі Археографічної комісії та Комісії історії Лівобережної України ВУАН.
1929—30 — учений-архівіст Полтавського краєвого історичного архіву. Від 1930 викладав у Сумському інституті соціального виховання. Подальша доля не відома.
Досліджував соціально-економічний розвиток окремих районів України, зокрема Посем'я.